# Vasile Tomoiagă
Vasile Tomoiagă, född den 20 januari 1964 i Vişeu de Sus i Rumänien, är en rumänsk roddare.
Han tog OS-silver i fyra med styrman i samband med de olympiska roddtävlingarna 1988 i Seoul.